# Glamdring
Glamdring er et sagnsværd i Tolkiens univers i romanen Ringenes herre. Navnet Glamdring betyder på elvermålet sindarin fjende-hammer, Glamdring skinner blåt når orker er i nærheden, Glamdring var desuden Orcrists sidestykke. Glamdring blev smedet i Gondolin under Beleriand-krigene. Sværdet tilhørte stor-elverkongen Turgon. da Gondolin faldt til Melkor/Morgoth´s styrker i år 511 fandt sværdet med tiden vej til en troldeskat. Glamdring blev fundet af Gandalf i den tredje alder 2941, Gandalf benyttede sværdet fra da af og til slutningen af Ringkrigen hvor han muligvis bragte det med sig over havet til de udødeliges lande (Aman).